# Stekelig netpluimpje
Het  stekelig netpluimpje (Stemonitis pallida) is een soort slijmzwam. Het leeft saprotroof op dood hout. Het komt voor in naaldbos en gemengd bos.

## Kenmerken
Het vruchtlichaam is een gesteelde sporangium, vaak in grote groepen of kleine clusters van 2-6 mm hoog. De sporotheca is cilindrisch, tamelijk slank en enigszins stomp, rechtopstaand, met een grijsbruine tot violetbruine kleur die lichter wordt naarmate de sporen verdwijnen. De diameter is 0,2 mm. De steel is van gemiddelde lengte, ongeveer een derde of iets meer van de hoogte van het gehele sporangium, donkerroodbruin of purperbruin en glanzend. Het hypothallus is membraanachtig, bruin of iriserend, en discoïdaal of aansluitend voor een groep sporangia. Het peridium is vluchtig. 
De columella bereikt bijna de top van de sporotheca, waar het zich verspreidt en overgaat in het capillitium. Het capillitium is dicht, met de uiteinden die versmelten met het fijne net aan de oppervlakte, dat bovenin vluchtig is. De sporen zijn donkerbruin in bulp en lichtlila-bruin met doorvallend licht, met minuscule stipjes, 6,5–7,5 µm in diameter. Het plasmodium is wit of groenachtig geel.

## Verspreiding
Het stelekig netpluimpje komt voor in Noord-Amerika, Europa en Azië. In Nederland komt het zeldzaam voor.